# Presse écrite sportive
La presse écrite sportive regroupe les titres de presse traitant principalement de sport, et fournissant en général les principaux résultats de l'actualité sportive.

## Histoire
Le premier journal sportif spécialisé publié en France est Le Sport, un hebdomadaire paraissant tous les jeudis. Le premier numéro est daté du 17 septembre 1854, son sous-titre est journal des gens du monde. Eugène Chapus dans l'éditorial de ce numéro précise les buts du journal : « Le sport ne compte pas un seul organe dans la presse française qui soit à la fois pour les uns un utile indicateur, un guide, un moniteur officiel, un centre de renseignements spéciaux, tout à tour programmes et comptes-rendus ; pour les autres d'amusantes annales où les richesses, les ressources du sport façonnés au gré des mœurs et du génie français, se reproduisent dans leur pittoresque animation ». Il s'inspire du Bell's Life, fondé par Robert Bell, imprimeur-éditeur londonien, premier journal sportif britannique (1822-1886) Bell's Life in London (en). Les journaux "généralistes" comme L’Illustration ou Le Figaro se dotent, eux, de rubriques sportives.